# Медиатизация
Медиатизация, дефинирана в широк смисъл, е включването (сливането) на една монархия в друга по такъв начин, че владетелят на присъединената страна запазва своята суверенна титла, а понякога, в определена степен, и местна власт. Например: когато суверенно графство се присъедини към по-голяма териториална държава, властващият граф може да се окаже подчинен на принц, но въпреки това остава граф с ранг на суверен, ако не и изцяло суверен. Подчинените на графа хора изразяват своята служба на по-висшестоящия принц чрез него. Тоест се казва, че неговият суверенитет е медиатизиран.
Самият термин „медиатизация“ (на немски: Mediatisierung) в началото започва да се използва, за да се изрази преорганизацията на германските териториални държави в ранния XIX век, въпреки че процесът започва от Средните векове. Подобно сливане се случва и в други страни: Италия, Русия и Франция.